# Poljska kampanja (1939)
Poljska kampanja (na Poljskem tudi Septembrska kampanja/Kampania wrześniowa in Obrambna vojna leta 1939/Wojna obronna 1939 roku; v Nemčiji pa poljska kampanja/Polenfeldzug, nemško operacijsko ime Fall Weiβ/Zadeva Belo; tudi poljsko-nemška vojna leta 1939) je naziv za vojaško kampanjo, ki predstavlja začetni del druge svetovne vojne.  
Nemška invazija se je začela 1. septembra 1939, en teden po podpisu pakta Molotov-Ribbentrop med Nemčijo in Sovjetsko zvezo in en dan po tem, ko je vrhovni sovjet Sovjetske zveze odobril pakt. Sovjeti so 17. septembra napadli Poljsko. Kampanja se je končala 6. oktobra, ko sta si Nemčija in Sovjetska zveza razdelili in priključili celotno Poljsko v skladu s pogodbo o nemško-sovjetski meji. 

## Ozadje
V začetku leta 1939, nekaj mesecev po priključitvi Avstrije Nacistični Nemčiji in nemškem zavzetju Češkoslovaške, je nemški diktator Adolf Hitler svojo pozornost začel usmerjati na Poljsko. Hitler je sovražil poljski koridor, ki je Nemčijo razdelil na dva dela, s čimer je Poljska dobila prost dostop do morja, s tem pa je tudi veliko nemškega prebivalstva živelo na Poljskem. Njegovo sovraštvo do Poljske je s časoma zelo naraslo, zaradi česar sta Združeno Kraljestvo in Francija opozorila Hitlerja, da naj ne napada Poljske, saj bi to lahko povzročilo izbruh vojne. V zasebnih razpravah marca istega leta je Hitler sicer označil Združeno Kraljestvo za največjega sovražnika, ki ga je treba premagati ter pri tem dejal, da je napad na Poljsko nujen uvod v ta cilj. S tem je 3. aprila 1939 začel s pripravami za napad na Poljsko, kmalu zatem pa se je izkazalo, da se ob nemškem napadu na Poljsko Združeno Kraljestvo in Francija ne bosta takoj udali in da bosta posredovali.  

Hitler je svoje napadanje načrtoval nadaljevati proti vzhodu, naprej od Poljske, a ker se pri tem ni hotel bojevati na dveh frontah, se je zato odločil, da bo podpisal zavezništvo z sovjetskim diktatorjem Josifom Stalinom. 22. avgusta je nato Hitler v svojem govoru v nemškem parlamentu dejal: 
Cilj vojne je ... fizično uničiti sovražnika. Zato sem pripravil, zaenkrat samo na vzhodu, svoje operacije z ukazi, da brez usmiljenja pobijejo vse moške, ženske in otroke poljskega rodu ali poljskega jezika. Le tako lahko pridobimo življenjski prostor, ki ga potrebujemo. 
23. avgusta 1939 so se v Moskvi sestali nemški in sovjetski politiki, kjer so podpisali pakt Molotov-Ribbentrop. S tem sta Hitler in Stalin sklenila, da bosta skupaj napadla Poljsko in si jo po okupaciji razdelila, s tem pa je bilo tudi dogovorjeno, da Nemčija v prihodnosti ne bo napadla Sovjetske zveze, hkrati pa tudi, da Sovjetska zveza ne bo vojaško pomagala ne Združenemu Kraljestvu in ne Franciji. Zahodna tretjina poljske države naj bi pripadla Nemčiji, vzhodni dve tretjini pa Sovjetski zvezi.
To podpisano zavezništvo je močno osupnilo zahod. Po podpisanem zavezništvu je Hitler nemški vojski ukazal, da Poljsko napadejo 26. avgusta ob 4:30 zjutraj, a je ta načrt ustavil, ko je ugotovil, da sta Združeno Kraljestvo in Francija 25. avgusta podpisali zavezništvo s Poljsko, s katerim sta potrdila, da bosta branili neodvisnost Poljske, če bo ta napadena. Hitler je nato datum napada prestavil in nemški vojski ukazal, da Poljsko napadejo 1. septembra ob 4:45 zjutraj.

## Invazija

### Nemški napad
1. septembra 1939 zgodaj zjutraj se je v jutranji megli v pristaniškem kanalu Neufahrwasser videlo le obris velikanske šolske ladje Schleswing-Holstein. V bližnji cerkvi je takrat odzvonilo 4:30. Sedem minut pozneje se je iz gozda, ki obdaja poljsko enklavo Westerplatte, zaslišal en sam strel. Poljski stražarji so se približali drug drugemu, potem pa je spet vse ostalo tiho, le iz daljave je bilo slišati pasji lajež. 
Osem minut pozneje, ob 4:45 je nato zagrmelo, ko je nemška bojna ladja Schleswig-Holstein pred poljsko obalo začela streljati na poljsko vojaško tranzitno skladišče v Westerplatteju v Svobodnem mestu Danzig na Baltskem morju. Ob tem času so marsikje na meji nemške čete že prestopile nemško-poljsko mejo in vdrle na ozemlje Poljske. S tem je Nemčija brez vojne napovedi napadla Poljsko, s tem pa se je začela druga svetovna vojna. Približno takrat je Luftwaffe napadla številne vojaške in civilne cilje, vključno z Wieluńom, prvim obsežnim bombardiranjem mesta v vojni. Ob 8:00 so nemške čete, še vedno brez uradne vojne napovedi, napadle poljsko vas Mokra. Začela se je bitka ob meji. Kasneje istega dne so Nemci napadli poljsko zahodno, južno in severno mejo, nemška letala pa so začela napadati poljska mesta. Glavna os napada je vodila proti vzhodu od Nemčije skozi zahodno poljsko mejo. Podporni napadi so prišli iz Vzhodne Prusije in iz zavezniške Slovaške republike na jugu. Vsi trije napadi so bili uspešno izvedeni.
Združeno Kraljestvo in Francija sta bili ob nemškem napadu na Poljsko obveščeni ob 7:00 zjutraj tega dne. Dve uri pozneje sta britanski premier Neville Chamberlain in francoski premier Édouard Daladier poslala Hitlerju dve zahtevi, v katerih sta oba zahtevala takojšen umik nemške vojske z ozemlja Poljske. Do tega ni prišlo in 3. septembra popoldne sta Združeno Kraljestvo in Francija napovedali vojno Nemčiji. Na nemško-francoski meji je tri dni pozneje prišlo do nekaj manjših spopadov, večina nemških sil, vključno s 85 % oklepnih sil, pa je bilo organiziranih na Poljskem. Kljub nekaterim poljskim uspehom v manjših obmejnih bojih je nemška tehnična, operativna in številčna premoč prisilila poljsko vojsko, da se je umaknila z meje vse proti Varšavi in Lwówu. Luftwaffe je v začetku kampanje pridobila večjo premoč v zraku. Z uničenjem komunikacij je Luftwaffe povečala hitrost napredovanja, ki je preplavila poljska letala in mesta za zgodnje opozarjanje, kar je Poljakom povzročilo logistične težave. Številnim enotam poljskih letalskih sil je zmanjkalo zalog, 98 od njih pa se je umaknilo v nevtralno Romunijo. Začetna poljska moč s 400 se je do 14. septembra zmanjšala na 54 in zračni napadi so se praktično ustavili, pri čemer so bile glavne poljske letalske baze uničene v prvih 48 urah vojne.
Nemčija je Poljsko napadla iz treh smeri na kopnem. Günther von Kluge je vodil 20 divizij, ki so vstopile na poljski koridor in se srečale z drugo silo, ki se je iz Vzhodne Prusije usmerila proti Varšavi. 35 divizij pod vodstvom Gerda von Rundstedta je napadlo južno Poljsko. Do 3. septembra, ko je von Kluge z svojo vojsko na severu dosegel reko Vislo, nato kakšnih 10 km od nemške meje, in se je Georg von Küchler približeval reki Narew, je bila vojska pod vodstvom Waltherja von Reichenaua že na drugi strani reke Warta. 7. septembra so se poljski branilci Varšave vrnili na 48 km dolgo linijo vzporedno z reko Vislo, kjer so se zbrali proti napadom nemških tankov. Obrambna linija je potekala med Płońskom in Pułtuskom, severozahodno oziroma severovzhodno od Varšave. V eni fazi so bili Poljaki pregnani iz Pułtuska, Nemci pa so zagrozili, da bodo izvedli še močnejši napad in jih potisnili vse na reko Vislo ter v Varšavo. Vendar pa je bil Pułtusk ponovno zaščiten pred prihajajočim nemškim napadom. Potem, ko je nemški napad prebil linijo, je bilo ujetih veliko tankov, vendar so jih poljski branilci obšli. Do 8. septembra je eden od Reichenaujevih oklepnih korpusov, ki je v prvem tednu kampanje napredoval za 225 km, dosegel obrobje Varšave. Lahke divizije na Reichenaujevi desni strani so bile do 9. septembra na Visli med Varšavo in mestom Sandomierz, druga vojska pa na jugu na reki San severno in južno od mesta Przemyśl. Hkrati je Guderian vodil svoje tanke 3. armade čez Narew in napadel strugo reke Bug, da so lahko lažje Varšavo. Vse nemške vojske so napredovale in izpolnjevale svoje dele načrta. Poljske vojske so bile nameščene na neusklajena mesta, od katerih so se nekatere umikale, druge pa so sprožile nepovezane napade na najbližje nemške kolone. 
Poljske sile so v prvem tednu zapustile regijo Pomerelia, Veliko Poljsko in poljsko Zgornjo Šlezijo. Poljski načrt za obrambo meje je bil na žalost zelo neuspešen. Nemško napredovanje v čeloti ni bilo upočasnjeno. 10. septembra je poljski vrhovni poveljnik maršal Edward Rydz-Śmigły ukazal splošni umik proti jugovzhodu, proti romunskemu mostišču. Medtem so Nemci poostrili obkoljevanje poljskih sil zahodno od Visle (na območju Łódźa in še bolj zahodno okoli Poznana) in prodirali globoko v vzhodno Poljsko. Varšava, ki je bila od prvih ur vojne podvržena močnemu zračnemu bombardiranju, je bila napadena 9. septembra in okupirana do 13. septembra. Približno takrat so napredne nemške sile dosegle tudi Lwów, večje mesto na vzhodu Poljske, in 1150 nemških letal je 24. septembra bombardiralo Varšavo.
Poljski obrambni načrt je zahteval strategijo obkroženja. To bi Nemcem omogočilo napredovanje med dvema skupinama poljske vojske na liniji med Berlinom in Varšavo, prusijska vojska pa bi se nato premaknila in premagala nemški napad ter se umaknila. Da bi se to zgodilo, je bilo treba prusijsko vojsko v celoti mobilizirati do 3. septembra. Vendar pa poljski vojaški načrtovalci niso predvideli hitrosti nemškega napredovanja in so domnevali, da bo treba prusijsko vojsko v celoti mobilizirati do 16. septembra.
Največja bitka v tej kampanji, bitka pri Bzuri, je potekala blizu reke Bzura, zahodno od Varšave, in je trajala od 9. do 19. septembra. Poljski armadi Poznań in Pomorze, ki sta se umikali z mejnega območja poljskega koridorja, sta napadli napredujočo nemško 8. armade, vendar protinapad kljub začetnemu uspehu ni uspel. Po porazu je Poljska izgubila sposobnost prevzemanja pobude in obsežnega protinapada. Med bitko je bila ključna nemška zračna sila. Ofenziva Luftwaffe je izkoreninila tisto, kar je ostalo od poljskega odpora, v "izjemni demonstraciji zračne moči". Luftwaffe je hitro uničila mostove na reki Bzura. Nato so bile poljske sile ujete. Poljskim protiletalskim baterijam je zmanjkalo streliva in so se zato umaknile v gozdove, a so jih nato pokončala nemška bojna letala, ki so na njih odvrgli 100 kg zažigalnic. Samo Stukageschwaderji so med bitko odvrgli 428 ton bomb.
Do 12. septembra je Nemčija zavzela vso Poljska zahodno od Visle, razen izolirane Varšave. Poljska vlada, ki jo je vodil predsednik Ignacy Mościcki, in vrhovno poveljstvo, ki ga je vodil maršal Edward Rydz-Śmigły, sta v prvih dneh kampanje zapustila Varšavo in se odpravila proti jugovzhodu ter 6. septembra dosegla Lubrin. Od tam se je 9. septembra umaknila v Kremenez in 13. septembra v Zaleshiki na romunski meji. Rydz-Śmigły je poljskim silam ukazal, naj se umaknejo v isti smeri, za rekama Vislo in San, s čimer so se začeli pripravljati na obrambo območja romunskega mostu.

### Sovjetski napad
17. septembra 1939, medtem, ko so Nemci zavzeli že točno polovico Poljske, je Sovjetska zveza napadla Poljsko z vzhoda. Do takrat je bila poljska že zelo blizu zloma in edino upanje je bilo umik in reorganizacija ob romunskem mostišču. Vendar so načrti čez noč propadli, ko je več kot 800.000-članska sovjetska Rdeča armada vstopila na ozemlje Poljske, potem ko sta napadli vzhodne regije Poljske. Sovjetska diplomacija je lagala, da ščitijo ukrajinsko in belorusko manjšino na vzhodu Poljske, odkar je poljska vlada zapustila državo in je poljska država razpadla.
Poljske mejne obrambne sile na vzhodu, znane kot Korpus Ochrony Pogranicza, so imele približno 25 bataljonov. Rydz-Śmigły jim je ukazal, naj se umaknejo in se ne borijo s Sovjeti. To pa ni preprečilo nekaterih spopadov in manjših bitk, kot je bila bitka za Grodno, ko so vojaki in domačini poskušali braniti mesto. Sovjeti so usmrtili številne poljske častnike, vključno z vojnimi ujetniki, kot npr. general Józef Olszyna-Wilczyński. Organizacija ukrajinskih nacionalistov se je dvignila proti Poljakom, komunistični partizani pa so organizirali lokalne upore, izropali in pobili civiliste. Ta gibanja je NKVD hitro disciplinirala. Sovjetska invazija je bila eden od odločilnih dejavnikov, ki je poljsko vlado prepričala, da je vojna na Poljskem izgubljena. Pred sovjetskim napadom z vzhoda je načrt poljske vojske zahteval dolgoročno obrambo proti Nemčiji na jugovzhodni Poljski in čakanje na pomoč pri napadu zahodnih zaveznikov na zahodno mejo Nemčije. Vendar je poljska vlada zavrnila predajo ali mirovna pogajanja z Nemčijo. Namesto tega je vsem enotam ukazala, naj evakuirajo poljsko vlado in jo odpeljejo v Francijo.
 

Medtem so se poljske sile poskušale premakniti proti območju romunskega mostu in se še vedno aktivno upreti nemški invaziji. Od 17. do 20. septembra sta bili poljski vojski Krakov in Lublin poraženi v bitki pri Tomaszów Lubelskem, drugi največji bitki v kampanji. Lwów je padel 22. septembra zaradi sovjetskega posredovanja; mesto so Nemci napadli več kot teden dni prej, sredi napada pa so nemške čete operacije predale svojim sovjetskim zaveznikom. Kljub vrsti intenzivnejših nemških napadov je Varšava, ki so jo branile hitro reorganizirane umikajoče se enote, civilni prostovoljci in milice, zdržala do svojega padca 28. septembra. Trdnjava Modlin severno od Varšave je padla 29. septembra po hudi 16-dnevni bitki. Nekatere izolirane poljske garnizone so uspele obdržati svoje položaje še dolgo po tem, ko so jih zavzele nemške sile. Enklava majhne garnizije Westerplatte je padla 7. septembra, garnizon Oksywie pa do 19. septembra; Hel je padel 2. oktobra. Zadnji teden septembra je Hitler imel govor v Danzigu, kjer je izjavil: 
Medtem se je Rusija s svoje strani počutila ganjeno, da je vstopila v zaščito interesov beloruskega in ukrajinskega ljudstva na Poljskem. Zdaj se zavedamo, da v Angliji in Franciji to nemško in rusko sodelovanje velja za grozen zločin. En Anglež je celo napisal, da je perfidno. Verjamem, da Anglija meni, da je to sodelovanje perfidno, ker je sodelovanje demokratične Anglije z boljševiško Rusijo propadlo, medtem ko je poskus sodelovanja nacionalsocialistične Nemčije s Sovjetsko Rusijo uspel. Poljska ne bo nikoli več vrnila v obliki Versajske pogodbe. Za to ne jamči samo Nemčija, ampak tudi Rusija.  

– Adolf Hitler, 19. september 1939 
Kljub poljski zmagi v bitki pri Šacku (Sovjeti so kasneje usmrtili vse častnike in podčastnike, ki so jih ujeli), je Rdeča armada do 28. septembra dosegla strugo rek Narew, Bug, Visla in San, pri čemer se je v mnogih primerih srečala z nemškimi enotami, ki so napredovale iz druge smeri. Poljski branilci na polotoku Hel na obali Baltskega morja so zdržali v bitki do 2. oktobra. Zadnja operativna enota poljske vojske, Samodzielna Grupa Operacyjna "Polesie" generala Franciszeka Kleeberga, se je predala po štiridnevni bitki pri Kocku pri Lublinu 6. oktobra, kar je pomenilo konec poljske kampanje.

## Kapitulacija
6. oktobra 1939 se je Poljska predala in kapitulirala, s tem pa se je končala poljska kampanja. Poljska je bila poražena. Poljska vlada v izgnanstvu pod vodstvom Władysława Raczkiewicza je zapustila okupirano Poljsko ter 7. oktobra prispela v Pariz. Poljska je bila v skladu z obljubami v zavezništvu razdeljena med Nacistično Nemčijo in Sovjetsko zvezo. Zahodna tretjina Poljske je bila dana Nemčiji, kjer so Nemci priključili več ozemelj, vzhodni dve tretjini države pa sta bili dani Sovjetski zvezi, kjer so Sovjeti prav tako priključili več ozmelj.